# Oeuvre van Harry Mulisch
Dit artikel geeft een overzicht van het oeuvre van Harry Mulisch (1927-2010).

## Verhalend proza

### Romans en novellen
- Ik, Bubanik (1947, eerste uitgave in Twee opgravingen in 1994), novelle
- Tussen hamer en aambeeld (1947, gepubliceerd in 1952), novelle, officieel debuut
- archibald strohalm (1952), roman
- De diamant (1954), roman
- Het zwarte licht - Kleine roman (1956), roman
- Het stenen bruidsbed (1959), roman
- De verteller (1970), roman
- Twee vrouwen (1975), roman
- De aanslag (1982), roman
- Hoogste tijd (1985), roman
- De pupil (1987), novelle
- De elementen (1988), novelle
- De ontdekking van de hemel (1992), roman
- De procedure (1998), roman
- Het theater, de brief en de waarheid (2000), Boekenweekgeschenk, novelle
- Siegfried (2001), roman
- De tijd zelf (2011), onvoltooide roman, postuum uitgegeven[2]
- De ontdekking van Moskou (2015), onvoltooide roman, postuum uitgegeven[3]

### Korte verhalen
- De kamer (1947, eerste uitgave in 1997)
- Chantage op het leven (1953), twee verhalen
  - Oneindelijke aankomst (1952)
  - Chantage op het leven (1951)
- Het mirakel (1955), verhalen
- De versierde mens (1957), zeven verhalen
  - Keuring (1953)
  - De terugkomst (1953)
  - De sprong der paarden en de zoete zee (1954)
  - Quauhquauhtinchan in den vreemde (1955)
  - Wat gebeurde er met sergeant Massuro? (1955)
  - De versierde mens (1955)
  - Een stad in de zon (1955)
- De dood van Thomas Mann (1955)
- Paralipomena Orphica (1970), drie verhalen
  - Anekdoten rondom de dood (1966)
  - Paralipomena Orphica (1970)
  - Blik op de dichter dood (1970), in memoriam Ed. Hoornik
- De oer-aanslag (1995), facsimile-fragment uit De ontdekking van Moskou, het manuscript dat uitgroeide tot De aanslag (1982)
- Vonk (2002), geschreven in de eerste helft van de jaren '70, fragment
- Oude lucht (1977), drie verhalen
  - De grens (1975), verfilmd in 1979[4]
  - Symmetrie (1975)
  - Oude lucht (1976)
- De gezochte spiegel (1983)
- Vaders en toverballen (1984) (roofdruk)
- Het beeld en de klok (1989)
- Voorval (1989)

### Verzamelingen
- De verhalen 1947-1977 (1977)
- Vijf fabels (1995), met De pupil (1987), De elementen (1988), Het beeld en de klok (1989), Voorval (1989) en De gezochte spiegel (1983), novellen en korte verhalen
- Mulisch' universum (1997), verzamelde romans, aangevuld met De kamer (1947)
- De verhalen (2000), uitgave van 1977 aangevuld met De kamer (1947), Het beeld en de klok (1989) en Voorval (1989)

## Poëzie
- Woorden, woorden, woorden (1973)
- De vogels (1974)
- Tegenlicht (1975)
- Kind en kraai (1975)
- De wijn is drinkbaar dank zij het glas (1976)
- Wat poëzie is (1978)
- De taal is een ei (1979)
- Opus Gran (1982), Schetsen en tekeningen: voorstudies voor Opus Gran (1990), met graficus Jeroen Henneman
- Egyptisch (1983)

### Verzameling
- De gedichten 1974-1983 (1987)

## Theater
- Tanchelijn (1960)
- De knop (1960)
- Een doorn in het oog (1967)
- Reconstructie (1969), libretto, met Hugo Claus e.a.
- Oidipous Oidipous (1972)
- Bezoekuur (1974)
- Volk en vaderliefde (1975)
- Axel (1977)

### Verzameling
- Theater 1960-1977 (1988)

## Non-fictie
- Op weg naar de mythe (1954), essay
- Bevrijd van de bevrijding (1954), essay
- Stan Laurel & Oliver Hardy (1955), essay
- De tegenaarde (1955), essay
- De grafsteen van Petrus, het hanen-ei (1955), proeve van een heterodoxe geschiedschrijving, essay
- Voer voor psychologen (1956), autobiografisch
- Manifesten (1958)
- Paniek der onschuld (1958), essay
- Harry en het woord (1959), autobiografisch
- Het narrenschip (1959), essay
- Zelfportret met tulband (1960), autobiografisch
- Wenken voor de bescherming van uw gezin en uzelf, tijdens de jongste dag (1961), parodische 'handleiding' over het overleven van de atoomoorlog
- De zaak 40/61 (1962), verslag rechtszaak Adolf Eichmann
- aangezien:, lezing
- Bericht aan de rattenkoning (1966), verslag Provo-rellen in Amsterdam
- Het 'neen' (1966), toespraak
- Het kruis en de bloem (1967)
- Het woord bij de daad. Getuigenis van de revolutie op Cuba (1968)
- Een geldig recept? (1969), korte reconstructie van 'Reconstructie', essay
- Israël is zelf een mens (1969), onzakelijke notities uit De zaak 40/61
- Meningen in marstempo (1970), lezing
- Terug naar de naïviteit (1971), lezing
- Over de affaire Padilla (1971), pamflet
- De Verteller verteld (1971), voetnoten bij en achtergrond van De verteller
- Hij minder en minder (1972), bij de dood van Godfried Bomans, essay
- Soep lepelen met een vork (1972), tegen de spellinghervorming, essay
- De toekomst van gisteren (1972), protocol van een schrijverij, essay
- Het ironische van de ironie (1972), essay tegen Gerard Reve
- Het seksuele bolwerk (1973), monografie over Wilhelm Reich
- De wortels (1973), toespraak in het Letterkundig Museum
- Mededeling aan het meteorologisch conservatorium (1973), essay
- Bezoekuur (1974), essay
- Het M-moment (1975), essay
- Gnomen (1975 en 1976)
- Over de verbeelding (1978), dankwoord bij de uitreiking van de P.C. Hooft-prijs
- De Erasmus van het anarchisme (1979), essay
- De compositie van de wereld (1980), filosofisch getint hoofdwerk
- Ongewijzigde maar thans geheime wenken voor de bescherming van uw gezin en uzelf, tijdens de jongste dag (1981), herdruk van Wenken voor de bescherming van uw gezin en uzelf, tijdens de jongste dag (1961)
- Mars (1982), essay
- Haarlems dankwoord (1983), essay
- Het boek (1983), essay
- Contra barbaros (1983), toespraak
- Wij uiten wat wij voelen, niet wat past (1984), lezing
- Het Ene (1984), lezing
- Het meisje en de dood (1986), essay
- Grondslagen van de mythologie van het schrijverschap (1986), essay
- Waar is de ware filosofie? (1987), essay
- Het spel van de traditie (1987), toespraak
- De Koning (1987), laudatio voor Hein Donner
- Het licht (1988), lezing
- Lof van het niemandsland (1988), essay
- Oedipus als Freud (1988), lezing
- De neus van Cleopatra (1989), essay
- De verkeerde Mephistoles (1989), lezing
- De zuilen van Hercules (1990), lezing
- Een spookgeschiedenis (1992), toespraak
- Op de drempel van de geschiedenis (1992), lezing
- Wij wereldliteratoren (1992), toespraak
- Een spookgeschiedenis (1993), toespraak
- Holland voor beginners (1993), essay
- Fax aan de moeder (1993), toespraak
- MEM of De verhouding van literatuur en wetenschap (1994), lezing
- Het zevende monument (1994), laudatio voor Hein Donner
- Woord / moord (1994), lezing
- Mijn Haarlem (1995), toespraak
- Een vierkantsvergelijking (1995), essay
- Düsseldorfer thesen (1995), lezing
- De opera van San Francisco (1995), toespraak
- Het pleit is beslecht (1995), lezing
- Zielespiegel (1997), catalogus bij tentoonstelling in Stedelijk Museum Amsterdam
- Het zevende land (1998), lezing
- Moderne atoomtheorie voor iedereen (2002), facsimile van wetenschappelijk jeugdwerk
- Anekdoten rondom de dood (2004), notities rondom het thema van de vernietiging, uit Wenken voor de Jongste Dag (1967)
- Opspraak: verslagen van de twintigste eeuw (2010), met De zaak 40/61 (1962), Bericht aan de rattenkoning (1966), Het woord bij de daad (1968), Over de affaire Padilla (1971), Het seksuele bolwerk (1973) en De toekomst van gisteren (1972)[5]
- Ik heb nooit iets met leeftijd gehad (2011), samen met Henk Hofland en Jan Blokker

### Verzamelingen
- De knop, gevolgd door Stan Laurel & Oliver Hardy (1960), met De knop (1960) en Stan Laurel & Oliver Hardy (1955), toneelstuk en essay
- Voer voor psychologen (1961), autobiografisch, met Voer voor psychologen (1956), De tegenaarde (1955), Harry en het woord (1959), Manifesten (1958) en Zelfportret met tulband (1960)
- Wenken voor de Jongste Dag (1967), met o.a. Wenken voor de bescherming van uw gezin en uzelf, tijdens de jongste dag (1961)
- Mijn getijdenboek (1975), autobiografisch fotoboek
- Paniek der onschuld (1979), met o.a. Paniek der onschuld (1958)
- De mythische formule (1981), interviews, samengesteld door Marita Mathijsen
- Aan het woord (1986)
- Twee opgravingen (1994), met Ik, Bubanik (1947) en Op weg naar de mythe (1954), novelle en lezing
- Bij gelegenheid (1995)
- Logboek: het ontstaan van De ontdekking van de hemel 1991-1992 (2012), door Arnold Heumakers en Marita Mathijsen geredigeerde dagboeknotities[6][7][8], rond het ontstaan van zijn roman (1992)
- Ik kan niet dood zijn (2020), met invallen, observaties en aforismen, verzameld door Kitty Saal en Johan Kuiper, postuum uitgegeven[9][10]